# غانتر تيباوت
غانتر تيباوت (12 يناير 1977 في بلجيكا - ) هو لاعب كرة قدم بلجيكي في مركز الهجوم. لعب مع زولته فاريجيم وليرس ونادي أومونيا ونادي ساربروكن وفيربرودرينغ دندر إندرخت هكلغام ‏ وS.C. Eendracht Aalst ‏ وMVV Maastricht ‏.

## وصلات خارجية
- غانتر تيباوت على موقع قاعدة بيانات كرة القدم.إي يو (الإنجليزية)
- غانتر تيباوت على موقع Soccerway.com (الإنجليزية)